# Wilfrid Michael Voynich

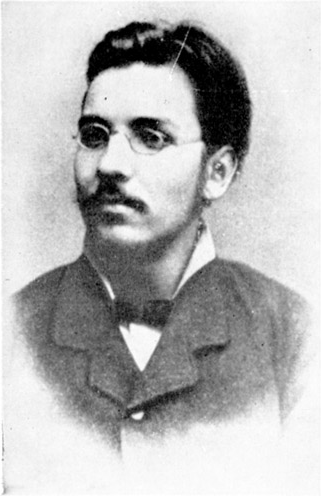
Michał Wojnicz

Wilfrid Michael Voynich (belarussisch Міхаіл Войніч, Michail Wojnitsch; * 31. Oktober 1865 in Hrodna, Russisches Kaiserreich, als Michał Habdank-Wojnicz; † 19. März 1930 in New York) war ein polnischer Revolutionär, Büchersammler und Antiquar. Bekannt wurde er vor allem durch die Entdeckung des nach ihm benannten Voynich-Manuskripts.

## Leben
Voynich studierte zunächst Chemie in Moskau, wo er das Examen ablegte und eine Approbation als Apotheker erlangte. In der Folge war Voynich Mitglied der polnischen Nationalbewegung, die für die Befreiung von russischer Unterdrückung kämpfte. Wegen seiner Beteiligung an einem Befreiungsversuch zweier zum Tode verurteilter Kameraden wurde er 1885 in Warschau inhaftiert. Ohne verurteilt worden zu sein, verbrachte er zwei Jahre in einer Einzelzelle. Als Folge der schweren Haftbedingungen blieben eine schiefe Schulter und eine allgemeine Schwächung der Konstitution. Am Ostersonntag 1887 fiel ihm beim Blick aus einem Zellenfenster eine am Fuß der Zitadelle stehende schwarzgekleidete junge Frau auf. Es war eine von den Idealen der antizaristischen Freiheitsbewegung entflammte junge Musikerin und seine spätere Frau Ethel Boole, die Tochter des berühmten englischen Mathematikers George Boole und der Mathematikerin Mary Everest Boole.
Kurz danach wurde Voynich in die Verbannung nach Irkutsk in Sibirien geschickt. Nach zwei fehlgeschlagenen Versuchen gelang ihm die Flucht. In einer fünfmonatigen abenteuerlichen Odyssee gelangte er schließlich im Oktober 1890 nach London, wo Ethel Boole eine der von den Freunden in der russischen Freiheitsbewegung genannten Kontaktadressen war.
Ende der 1890er Jahre eröffnete Voynich ein Antiquariat in London (der erste Katalog erschien 1898). Er erwarb sich schnell den Ruf, selbst entlegenste Werke beschaffen zu können, und eröffnete in den folgenden Jahren Büros in Paris, Florenz und Warschau. Nachdem sein Antiquariat zunächst in der Shaftesbury Avenue angesiedelt gewesen war, hatte er schließlich Geschäftsräume am Piccadilly. Ob der geschäftliche Erfolg allein auf Voynichs antiquarischen Gaben beruhte, wird indessen bezweifelt. Eine verborgene Funktion des Antiquariats war der Vertrieb revolutionärer Literatur und die Beschaffung von Mitteln für den russischen Freiheitskampf. Das Antiquariat könnte somit eine Art Geldwaschanlage polnischer und russischer Freiheitskämpfer gewesen sein.
1902 heiratete er Ethel Lilian Boole, mit der er schon seit Mitte der 1890er Jahre zusammen lebte.
Im November 1914 reiste Voynich mit der Lusitania in die USA, um in New York ein Antiquariat einzurichten, wo er sich ab 1915 dauerhaft niederließ. Seine Frau folgte ihm einige Jahre später, lebte aber nicht mehr mit ihm zusammen.
Zuvor, im Jahr 1912, gelang ihm ein Buchfund, der ihn für den Rest seines Lebens beschäftigen sollte und mit dem sein Name heute in erster Linie verknüpft ist: In der Villa Mondragone, dem Kolleg der Jesuiten in Frascati, entdeckte er ein in einer rätselhaften Schrift abgefasstes, reich illustriertes Manuskript, das heute als „Voynich-Manuskript“ bekannt ist. Das mysteriöse Manuskript widersteht bis heute allen Versuchen, seinen Inhalt zu entschlüsseln, und hat eine Unzahl kontroverser Theorien hervorgebracht. Eine wissenschaftliche Altersbestimmung des Manuskripts zeigte jedoch, dass das Werk nicht eine Fälschung Voynichs sein kann.
Gegen Ende der 1920er Jahre verschlechterte sich sowohl Voynichs geschäftliche Situation als auch sein Gesundheitszustand. 1929 erkrankte er während eines Aufenthalts in England an einer Lungenentzündung, von der er sich nicht erholte. Nach seiner Rückkehr in die USA starb Voynich am 19. März 1930.